# Kroonuaia sild
Le pont du jardin de la couronne  (en estonien : Kroonuaia sild) est un pont à  Tartu en Estonie.

## Présentation
Le pont enjambe la rivière Emajõgi et relie la rue Kroonuaia tänav et la rue Sauna tänav.
Le pont a deux voies et mesure 89 mètres de long.
Le pont a été conçu par Anatoli Petrov de Saint-Pétersbourg et construit par l'entreprise K-Most.
La construction du pont en béton armé a commencé au début de 1996. 
Le pont a été ouvert à la circulation le 5 décembre 1996.

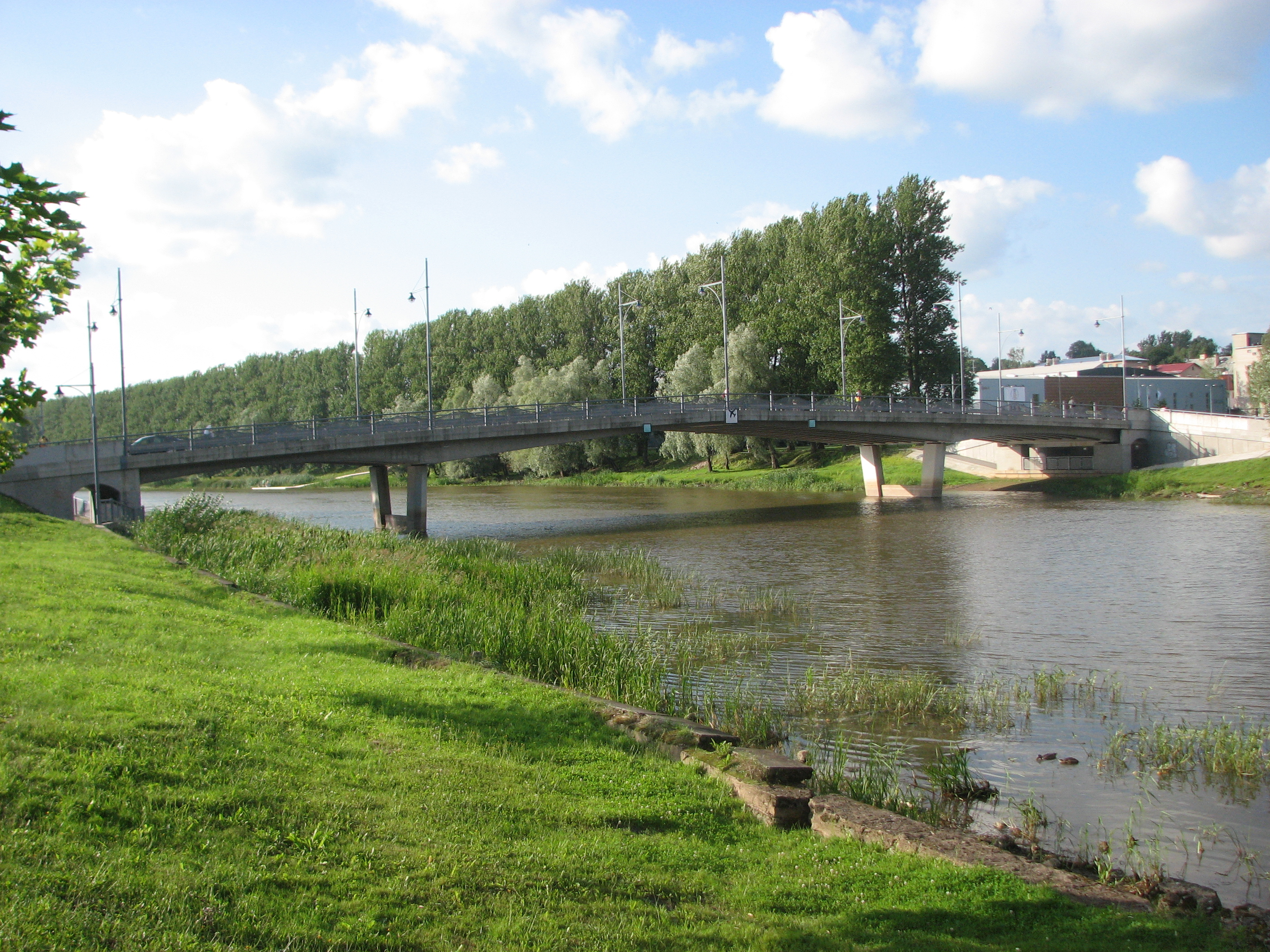
Le pont du jardin de la couronne.